# Autoridad Territorial de la Movilidad del Área de Lérida
La Autoridad Territorial de la Movilidad del Área de Lérida (ATM Àrea de Lleida; oficialmente y en catalán: Autoritat Territorial de la Mobilitat de l'Àrea de Lleida) es un consorcio integrado por la Generalidad de Cataluña, el Consejo Comarcal del Segriá y el Ayuntamiento de Lérida con la finalidad de coordinar el transporte público en la región de Lérida. 
Fue creada el 30 de agosto de 2005 y actualmente opera únicamente en las comarcas del Segriá y en tres municipios de la Noguera, aunque está previsto que se incorpore la resta de esta última comarca, Las Garrigas y la Plana de Urgel el año 2009. El año 2010 el ATM completó su ámbito de actuación integrando Segarra y Urgel.

## Sistema tarifario integrado
La ATM gestiona un sistema tarifario integrado en su ámbito de actuación que permite utilizar diversos medios de transporte con una única tarjeta.
En la actualidad los servicios son los siguientes:
- Todas las líneas urbanas de Autobuses de Lérida, incluido el Bus Turístico.
- Todas las líneas interurbanas con origen y destino dentro de las comarcas del ámbito territorial de Lérida.
- La línea de autobús que da servicio al Aeropuerto de Lérida.
- Los buses nocturnos del Segriá.
- El ferrocarril de la línea Lérida-La Puebla de Segur en el tramo Lérida Pirineos - Ager.

## Títulos integrados y precios
Todos los títulos del ATM pueden ser usados en cualquier transporte. La cantidad de personas que pueden usar un mismo título dependerá de si este es multipersonal, unipersonal o personal. Si es multipersonal permite múltiples validaciones en la estación de inicio del viaje, descontándose un viaje por cada persona que haga una validación. Los unipersonales solo pueden ser usados por una persona anónimamente. Los personales y los de familias monoparentales y numerosas requieren de identificación y acreditación que corrobore que se es beneficiario de la bonificación del título.
Cada título se puede adquirir para viajes que recorran entre inicio y final, incluyendo transbordos, entre una y seis zonas distintas con repetición, es decir, el mismo viaje puede mantenerse en la misma zona o pasar de una zona a otra y volver a pasar sobre las mismas zonas, sin necesidad de emplear otro viaje siempre que se tome un transporte distinto (transbordo) o no se pase el billete por las máquinas de cancelación, por ejemplo al cambiar de sentido en una estación de tren o metro. Salir y volver a coger el mismo transporte pero con distinta línea se considera transbordo. Por tanto se podría realizar un recorrido circular sin necesidad de gastar viajes adicionales siempre que entre dentro del tiempo permitido para transbordos.
|                                                 | 1 zona | 2 zonas | 3 zonas | 4 zonas |
| ----------------------------------------------- | ------ | ------- | ------- | ------- |
| Tiempo para hacer transbordos en un mismo viaje | 1h 15m | 1h 30m  | 1h 45m  | 2h      |

Los títulos disponibles son los siguientes:
- T-10. Multipersonal de 10 viajes.
- T-10/30. Unipersonal de 10 viajes en 30 días.
- T-50/30. Unipersonal de 50 viajes en 30 días.
- T-Mes. Personal de viajes ilimitados en 1 mes.
- T-Mes bonificada para parados de larga duración. mismas prestaciones que la T-Mes pero con un descuento importante en su precio.
- T-Mes FM/FN. T-Mes con descuento para familias monoparentales y numerosas.
- T-12. Personal de viajes ilimitados para menores de 12 años en su zona tarifaria de residencia.[4]
- T-Jove. Personal para menores de 30 años de 90 días con viajes ilimitados.
- T-FM/FN 70/90. Multipersonal de 70 viajes en 90 días, para familias monoparentales y numerosas.

Los títulos sin límite de tiempo son válidos hasta el siguiente cambio de tarifas. Actualmente solo el T-10 no tiene límite.
El Área de Lérida dispone de tarjetas de contacto en las que cargar los distintos títulos:
| | Tarjeta anónima | Tarjeta personalizada | T-16      | Carnet de la Universidad de Lérida | Tarjeta empleado Hospital Santa María | Carnet Ilerna Alumni |
| --- | --------------- | --------------------- | --------- | ---------------------------------- | ------------------------------------- | -------------------- |
| Precio (euros) | 2,30            | 3,40                  | 35,00 (1) | -                                  | -                                     | -                    |
| (1) La primera emisión es gratuita (en el caso de padres separados que residen en zonas diferentes, la emisión de ambas tarjetas sería gratuita). La reemisión de tarjetas deterioradas supone el abono de 3,60€ (precio habitual de una tarjeta personalizada). La reemisión de tarjetas perdidas o robadas supone el abono de 3,60€ (precio habitual de una tarjeta personalizada). La reemisión por cualquier otro motivo (uso irregular, etc.) implica el pago de la tasa de segunda emisión de la tarjeta T-16 personalizada, que es de 35 euros. |                 |                       |           |                                    |                                       |                      |

Las tarifas de títulos de 2024 son las siguientes, en euros (con el 50% de descuento aplicado):
| | T-10  | T-10/30 | T-50/30 | T-Mes  | T-Jove | T-16      | T-Mes (parados) |
| --- | ----- | ------- | ------- | ------ | ------ | --------- | --------------- |
| 1 zona | 5,15  | 4,10    | 15,75   | 20,70  | 41,40  | 35,00 (1) | 5,15            |
| 2 zonas | 8,05  | 6,50    | 22,90   | 30,00  | 41,40  | 35,00 (1) | 5,15            |
| 3 zonas | 25,75 | 20,60   | 82,40   | 96,45  | 41,40  | 35,00 (1) | 5,15            |
| 4 zonas | 36,05 | 28,85   | 112,50  | 134,95 | 41,40  | 35,00 (1) | 5,15            |
| (1) La primera emisión es gratuita (en el caso de padres separados que residen en zonas diferentes, la emisión de ambas tarjetas sería gratuita). La reemisión de tarjetas deterioradas supone el abono de 3,60€ (precio habitual de una tarjeta personalizada). La reemisión de tarjetas perdidas o robadas supone el abono de 3,60€ (precio habitual de una tarjeta personalizada). La reemisión por cualquier otro motivo (uso irregular, etc.) implica el pago de la tasa de segunda emisión de la tarjeta T-16 personalizada, que es de 35 euros. |       |         |         |        |        |           |                 |

|         | T-Mes FM/FN general | T-Mes FM/FN especial | T-Jove FM/FN general | T-Jove FM/FN especial | T-FM/FN 70/90 general | T-FM/FN 70/90 especial |
| ------- | ------------------- | -------------------- | -------------------- | --------------------- | --------------------- | ---------------------- |
| 1 zona  | 16,55               | 10,35                | 33,15                | 20,70                 | 28,85                 | 18,05                  |
| 2 zonas | 24,00               | 15,00                | 33,15                | 20,70                 | 44,85                 | 28,05                  |
| 3 zonas | 77,15               | 48,25                | 33,15                | 20,70                 | 144,20                | 90,15                  |
| 4 zonas | 107,95              | 67,50                | 33,15                | 20,70                 | 201,90                | 126,20                 |